# Tartessus basivitta
Tartessus basivitta är en insektsart som beskrevs av Walker 1870. Tartessus basivitta ingår i släktet Tartessus och familjen dvärgstritar. Inga underarter finns listade i Catalogue of Life.